# Élber (futebolista)
José Élber Pimentel da Silva, mais conhecido como Élber (Passo de Camaragibe, 27 de maio de 1992), é um futebolista brasileiro que atua como meia-atacante. Atualmente joga pelo Yokohama F. Marinos.

## Carreira
Surgido como grande promessa no Cruzeiro, Élber teve excelente passagem pela base do clube, sendo um dos pilares do time que conquistou de maneira invicta o Campeonato Brasileiro Sub-20 de 2010. Conseguiu ascender ao plantel principal no término da temporada de 2011. Fez 31 jogos e anotou dois gols, um contra o Náutico na 21ª rodada do Campeonato Brasileiro de Futebol de 2012 e outro contra o Fluminense na 37º rodada.
Até ser transferido para o Coritiba, no segundo semestre de 2014, onde também não teve muitas oportunidades, permaneceu no Cruzeiro mas nunca como titular.

### Sport

#### 2015
Em 6 de janeiro de 2015, foi confirmado o empréstimo ao Sport por um ano. Élber jogou o campeonato Pernambucano e a Copa do Nordeste, ajudando o time a chegar na semi-final aquele ano. Foi titular absoluto no campeonato Brasileiro de 2015, onde participou em uma das melhores campanhas da história dos pontos corridos do Sport.

### Bahia

#### 2018
Em 26 de dezembro de 2017, Élber assinou um contrato de três anos com o Bahia.

## Títulos
Cruzeiro
- Campeonato Brasileiro: 2013[2]
- Campeonato Mineiro: 2014
- Copa do Brasil: 2017

Bahia
- Campeonato Baiano: 2018, 2019, 2020